# Stridentism
Stridentism (spanska: estridentismo) var en konstnärlig avantgardistisk rörelse som var verksam inom flera konstarter. Den grundades i Mexico City av Manuel Maples Arce i slutet av 1921 men utvecklades i Xalapa dit alla grundare flyttade när Universitetet i Veracruz gav dem sitt stöd. Det finns vissa likheter mellan stridentism och rörelser som kubism, dadaism, futurism och ultraism. Stridentismen utvecklade dock en särskilt social dimension från mexikanska revolutionen. Sridentisterna var även del av det politiska avantgardet, i motsats till den mer elitistiskt modernistiska Los Contemporáneos.

## Konstnärer
- Poeter: Manuel Maples Arce, Germán List Arzubide, Salvador Gallardo.
- Författare och journalister: Arqueles Vela, Carlos Noriega Hope.
- Konstnärer: Ramón Alva de la Canal, Leopoldo Méndez, Fermín Revueltas, Lola Cueto.
- Multudisciplinära konstnärer: Germán Cueto, Luis Quintanilla, Jean Charlot, Gaston Dinner.
- Musiker: Silvestre Revueltas, Ángel Salas.
- Fotografer: Edward Weston, Tina Modotti.